# São Roberto
São Roberto is een gemeente in de Braziliaanse deelstaat Maranhão. De gemeente telt 5.217 inwoners (schatting 2009).